# Rikshemvärnschefen
Rikshemvärnschefen, RiksHvC, är högste chef och befälhavare för Hemvärnet. Rikshemvärnschefen innehar tjänstegraden generalmajor och rapporterar till, och är direkt underställd, Sveriges överbefälhavare.

## Ansvar och organisation
Rikshemvärnschefen ansvarar för Hemvärnet och dess utveckling. Rikshemvärnschefen leder även Hemvärnets stridsskola, överser utbildning inom de olika förbanden, och inspekterar löpande samtliga hemvärnsförband. Rikshemvärnschefen är ordförande i Rikshemvärnsrådet samt i Rikshemvärnstinget.

## Lista över Rikshemvärnschefer
| Period                             | Namn                  |
| ---------------------------------- | --------------------- |
| 1940–1947                          | Gustaf Petri          |
| 1947–1952                          | Sven Allstrin         |
| 1952–1955                          | Gunnar Brinck         |
| 1955–1968                          | Per Kellin            |
| 1968–1971                          | Karl Gustaf Brandberg |
| 1971–1981                          | Fredrik Löwenhielm    |
| 1981–1983                          | Karl Eric Holm        |
| 1983–1988                          | Robert Lugn           |
| 1988–1988                          | Lars-Erik Wahlgren    |
| 1988–1994                          | Reinhold Lahti        |
| 1994–1997                          | Jan-Olof Borgén       |
| 1997–2000                          | Alf Sandqvist         |
| 2000–2002                          | Mats Welff            |
| 2002–2005                          | Anders Lindström      |
| 1 juli 2005–31 augusti 2018        | Roland Ekenberg       |
| 1 september 2018–30 September 2022 | Stefan Sandborg       |
| 30 September 2022-                 | Laura Swaan Wrede     |